# 許允 (曹魏)
许允（？—254年），字士宗，曹魏大臣，冀州高阳（今河北高阳）人。

## 生平
许允出身世族，为当时名士。魏明帝时为尚书选曹郎，后转任侍中，高平陵之变时，司马懿派他劝说曹爽向皇帝曹芳上奏司马懿的奏章。许允官至尚书、中领军。
正元元年（254年）为镇北将军、假节，都督河北诸军事。他和夏侯玄、李丰亲善，夏侯玄、李丰计划诛杀司马师失败。
曹芳前往平乐观慰问司马昭部队，這時许允和大臣想趁着曹芳和司马昭会面的机会杀死司马昭，計劃夺其军队讨伐司马师，但曹芳不敢这么做，不过图谋杀司马昭一事却为司马师所得知，也促成日後司馬師廢黜曹芳。
司马师藉此指使有司上奏许允放散官物，收付廷尉，于是被株连收捕。不久流徙乐浪郡，皇帝曹芳与之诀别，涕泣歔欷。他于途中去世。
毌丘儉在列舉司馬師的罪狀時提及，「近者領軍許允當為鎮北，以廚錢給賜，而師舉奏加闢，雖云流徙，道路餓殺，天下聞之，莫不哀傷，其罪九也」。

## 家庭

### 父
- 許據[1]

### 妻
- 阮氏，阮侃妹[2]

### 子
- 許奇，字子泰，司隸校尉
- 許猛，字子豹，幽州刺史[3]
- 許？[4]

### 孫
- 許遐，字思祖，许奇子，侍中
- 許式，字儀祖，许猛子，歷任濮陽內史、平原郡太守[5]
- 許柳，字季祖，许猛子[6]，妻為祖渙女[7]
- 许氏，許柳姊，祖逖妻

### 曾孫
- 許永，字思妣[8]，许柳子
- 許皈，一作販，字仲仁，許式长子[9]，山陰令[10]、會稽內史[11]
- 許邁，許式次子[12]

### 玄孫
- 許詢，字玄度[13]，許皈子，母為華軼女[14]

### 後裔
- 七世孫許珪
- 八世孫許勇惠
- 九世孫許懋[15]